# Paravargula
Paravargula is een geslacht van kreeftachtigen uit de klasse van de Ostracoda (mosselkreeftjes).

## Soorten
- Paravargula arborea (Mueller, 1908) Poulsen, 1962
- Paravargula digitata Kornicker, 1970
- Paravargula ensifera Poulsen, 1962
- Paravargula formosana (Tseng, 1977)
- Paravargula hirsuta (Mueller, 1906) Poulsen, 1962
- Paravargula karenae Kornicker & Duggan, 2008
- Paravargula maculosa Yamada & Hiruta, 2005
- Paravargula menziesi Kornicker, 1970
- Paravargula nanipollex Kornicker, 1970
- Paravargula skogsbergia Kornicker, 1970
- Paravargula taiwantuia (Tseng, 1977)
- Paravargula trifax Kornicker, 1991